# Sturmgeschütz-Brigade 914
De Sturmgeschütz-Abteilung 914 / Sturmpanzer-Abteilung 218 / Sturmgeschütz-Brigade 914 was tijdens de Tweede Wereldoorlog een Duitse Sturmgeschütz-eenheid van de Wehrmacht ter grootte van een afdeling, uitgerust met gemechaniseerd geschut. Deze eenheid was een zogenaamde Heerestruppe, d.w.z. niet direct toegewezen aan een divisie, maar ressorterend onder een hoger commando, zoals een legerkorps of leger.
Deze Sturmgeschütz-eenheid kwam in actie aan het Italiaanse front gedurende diens hele bestaan.

## Krijgsgeschiedenis

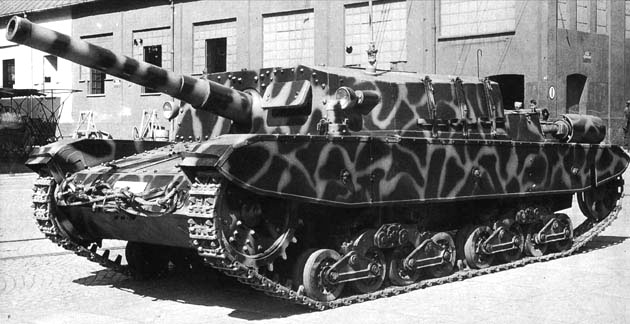
De Abteiling kreeg eerst Italiaanse Sturmgeschützen

### Sturmgeschütz-Abteilung 914
Sturmgeschütz-Abteilung 917 werd opgericht op Oefenterrein Posen op 25 januari 1944. Al op 1 februari 1944 was het personeel van de Abteilung op weg naar Italië, en kwam aan in Verona op 6 februari. Daar kreeg de Abteilung buitgemaakte Italiaanse Sturmgeschützen toebedeeld, 31 stuks Sturmgeschütz M43 mit 105/25 853(i). Op 14 februari 1944 zou de Abteilung omgedoopt worden in Sturmgeschütz-Brigade 720, maar dat bevel werd weer ingetrokken. De Abteilung ging op treintransport naar het front. Onderweg, op station Senigallia, werd de Abteilung getroffen door een geallieerde bomaanval. Daarna kwam de Abteilung naar Pescara, en werkte samen met de 305e Infanteriedivisie om de kustweg te blokkeren voor de Britse troepen. Toen de geallieerde troepen eind mei 1944 door de Gustav-linie braken, werd de Abteilung verplaatst naar het gebied ten noorden van Rome, net zuidelijk van Rieti. Een maand later, op 1 juli, waren van de 31 Sturmgeschützen nog maar 7 over en een korte rust werd ingelast in Forlì, waarna weer inzet volgde in de omgeving van Ancona. Daarna werd de Abteilung teruggehaald naar Parma. 

### Sturmpanzer-Abteilung 218
Op 14 augustus 1944 kwam er een order van het OKH om te reorganiseren en de Abteilung om te dopen tot Sturmpanzer-Abteilung 218. Maar al op 28 augustus werd deze order weer gecancelled. De eenheid zou toch Sturmgeschütz-Brigade 914 gaan heten. Ook kwamen nu Duitse Sturmgeschützen naar de brigade, medio september werden er 31 vanuit Duitsland afgestuurd.

### Sturmgeschütz-Brigade 914
De brigade kreeg nu anti-partizaan opdrachten in het gebied tussen Genua en Alessandria. Op 23 november 1944 werd de brigade verplaatst naar het gebied ten zuiden van  Pavullo nel Frignano, kwam daar bij Castel d'Aiano in actie en bleef in dit gebied gedurende de winter 1944/45. Nadat de geallieerden in april 1945 hun voorjaarsoffensief begonnen, moest ook de brigade mee terugtrekken. Dat ging richting Parma en vandaar naar het noorden.

### Einde
De Sturmgeschütz-Brigade 914 capituleerde op 2 mei 1945 in Noord-Italië.

## Samenstelling
- Staf
- 1e Batterij
- 2e Batterij
- 3e Batterij

## Commandanten
| Rang  | Naam                  | Begin         | Eind          |
| ----- | --------------------- | ------------- | ------------- |
| Major | Friedrich Domeyer     | maart 1944    | augustus 1944 |
| Major | Dr. Fritz-Lorenz Rabe | augustus 1944 | maart 1945    |

Major Domeyer raakte bij een auto ongeluk gewond.